# Janice Loeb
Janice Loeb (* 6. Dezember 1902 in den USA; † 18. Februar 1996 in New Orleans, Louisiana) war eine US-amerikanische Kamerafrau, Filmregisseurin, Drehbuchautorin und Filmproduzentin, die für ihren Dokumentarfilm Einer von den Stillen (The Quiet One) (1948) für den Oscar für den besten Dokumentarfilm als auch für das beste Originaldrehbuch nominiert wurde.

## Leben
Janice Loeb arbeitete Mitte der 1940er Jahre für das in London ansässige Institute of World Affairs und gehörte 1944 neben mehreren weiteren Autoren zu den Herausgebern des Berichts German radio propaganda : report on home broadcasts during the war.
1948 war sie zugleich Kamerafrau, Drehbuchautorin und Produzentin des Dokumentarfilms Einer von den Stillen (The Quiet One), der unter der Regie von Sidney Meyers mit Gary Merrill, Donald Thompson und Clarence Cooper entstand. In diesem 65-minütigen Film ging es um die Rehabilitation eines emotional gestörten afroamerikanischen Jungen an der Wiltwyck School, der unerwünscht, missverstanden und innerlich gequält ist. Für diesen Film wurde sie bei der Oscarverleihung 1949 für den Oscar für den besten Dokumentarfilm nominiert. Zugleich wurde sie für Einer von den Stillen 1950 zusammen mit Helen Levitt und Sidney Meyers für den Oscar für das beste Originaldrehbuch nominiert.
Ebenfalls 1948 entstand mit In the Street ihr zweiter und zugleich letzter Film. In diesem dokumentarischen 16-minütigen Kurzfilm über das Straßenleben im New Yorker Viertel Spanish Harlem war sie wiederum Kamerafrau sowie zugleich Regisseurin. Loeb und Levitt produzierten ihre Filme über ihre eigene Filmproduktionsfirma Film Documents, Inc.